# توبال قايين
توبال قايين (بالعبرية: תּוּבַל קַיִן) هو شخصية ذُكرت في سفر التكوين 4 : 22 كأول حدّاد في الأرض ، حيث وُصف بأنه "تُوبَالَ قَايِينَ الضَّارِبَ كُلَّ آلَةٍ مِنْ نُحَاسٍ وَحَدِيدٍ"، وهو من سلالة  قابيل، وكان ابن  لامك وامرأته صلة . وكانت شقيقة اسمها نعمة ويقال أنها امرأة نوح وله اثنان من الإخوة غير الأشقاء هما يابال و يوبال .
كذلك يرد الاسم كاسم لمملكة وهي مملكة توبال.